# Per-Erik Hedlund
Per-Erik Hedlund (Särna, 18 aprile 1897 – Särna, 12 febbraio 1975) è stato un fondista svedese.

## Biografia
Nato a Särnaheden presso Särna, località in seguito accorpata al comune di Älvdalen, partecipò ai I Giochi olimpici invernali di Chamonix-Mont-Blanc 1924 (6° nella 18 km, non conclude la 50 km). Nel 1926 vinse la Vasaloppet, successo bissato nel 1928 a pari merito con Sven Utterström.
Ai II Giochi olimpici invernali di Sankt Moritz 1928 vinse l'oro nella 50 km con il tempo di 4:52:03, superando i connazionali Gustaf Jonsson e Volger Andersson; nella 18 km ottenne il sesto posto. In seguito partecipò ai Mondiali di Innsbruck del 1933, dove giunse sesto nella 50 km e vinse la medaglia d'oro nella staffetta 4x10 km con Sven Utterström, Nils-Joel Englund e Hjalmar Bergström; nella 50 km fu sesto.

## Palmarès

### Olimpiadi
- 1 medaglia, valida anche ai fini iridati:
  - 1 oro (50 km a Sankt Moritz 1928)

### Mondiali
- 1 medaglia, oltre a quella conquistata in sede olimpica e valida anche ai fini iridati:
  - 1 oro (staffetta a Innsbruck 1933)

## Riconoscimenti
Nel 1928 fu insignito della medaglia d'oro dello Svenska Dagbladet.